# Дженкинс (окръг, Джорджия)
Окръг Дженкинс (на английски: Jenkins County) е окръг в щата Джорджия, Съединени американски щати. Площта му е 912 km², а населението - 8729 души. Административен център е град Милън.